# Чемпионат СССР по теннису
Чемпионаты СССР по теннису проводились с 1924 по 1991 год. Целью чемпионатов было определение сильнейших теннисистов СССР в данном году. Всего было проведено 60 летних чемпионатов и пять зимних (проходивших с 1986 по 1990 год вместо Всесоюзных зимних соревнований). 

## История
Медали чемпионатов СССР в мужском одиночном, женском одиночном и мужском парном разрядах разыгрывались с 1924 года, в смешанном парном разряде с 1925 года и в женском парном разряде с 1927 года. Одиннадцати спортсменам за историю удалось стать абсолютными чемпионами СССР, победив в один год во всех трёх разрядах (одиночном, мужском или женском парном и смешанном); Александр Метревели стал абсолютным чемпионом СССР шесть раз (с 1970 по 1973, 1975 и 1976), а Анна Дмитриева четырежды (1959, 1961, 1962, 1964). В целом в чемпионатах доминировали представители РСФСР, завоевавшие по 39 титулов в мужском и женском одиночном разряде (соответственно, 14 из 20 и 17 из 28 спортсменов, становившихся чемпионами в этих разрядах, представляли российские города), а среди спортивных обществ больше всего наград завоевали представители ДСО «Динамо».
Чемпионаты СССР проводились в 15 разных городах: Москве (21 летний и 4 зимних), Донецке, Ташкенте, Тбилиси (по 5 летних), Ленинграде, Харькове (по 4 летних), Таллине (3 летних), Киеве (два общих летних и женский летний 1988 года), Алма-Ате, Ереване, Калининграде, Юрмале (по 2 летних), Адлере, Ростове-на-Дону (по одному летнему), Красноярске (1 зимний) и Ужгороде (мужской летний 1988 года).

## Рекорды соревнований
- Наибольшее число побед:
  - Мужчины — Александр Метревели — 29 (12+11+6); Метревели также является рекордсменом по числу побед в одиночном разряде
  - Женщины — Ольга Морозова — 22 (5+10+7); в одиночном разряде рекорд принадлежит Нине Тепляковой — 7 титулов
- Наибольшее число появлений в финалах:
  - Мужчины — Николай Озеров — 39 (10+16+13), из них 24 победы
  - Женщины — Татьяна Налимова — 29 (2+15+12), из них 21 победа
- Самый молодой чемпион — Наталья Медведева (зимний чемпионат 1987 года, 15 лет)
  - Самый молодой чемпион среди мужчин — Андрей Черкасов (1988, 17 лет)
- Наибольшее число геймов в финале — 63 (1975 год, Какулия/Метревели — Волков/Коротков 9:7, 10:12, 6:3, 3:6, 6:1)
  - Наибольшее число геймов в женском или смешанном финале (до двух побед в сетах) — 40 (1939 год, Налимова/Тис — Клочкова/Коровина 9:11, 6:4, 6:4)
- Наименьшее число геймов в финале — 13 (1961, Дмитриева — Кузьменко 6:1, 6:0; 1928, Суходольская/Кудрявцев — Махмуд-Бек/А. Дементьев 6:0, 6:1)
  - Наименьшее число геймов в мужском финале (до трёх побед в сетах) — 19 (1964, Лейус — Мозер 6:1, 6:0, 6:0)

## Победители чемпионатов СССР в мужском и женском одиночном разряде
| Год     | Мужчины                                       | Женщины                                        |
| ------- | --------------------------------------------- | ---------------------------------------------- |
| 1924    | Георгий Столяров                              | Тамира Суходольская                            |
| 1925    | Евгений Кудрявцев                             | Елена Александрова                             |
| 1926    | не проводился                                 | не проводился                                  |
| 1927    | Евгений Кудрявцев (2)                         | Нина Теплякова                                 |
| 1928    | Евгений Кудрявцев (3)                         | Софья Мальцева                                 |
| 1929/31 | не проводился                                 | не проводился                                  |
| 1932    | Эдуард Негребецкий                            | Софья Мальцева (2)                             |
| 1933    | не проводился                                 | не проводился                                  |
| 1934    | Евгений Кудрявцев (4)                         | Нина Теплякова (2)                             |
| 1935    | Борис Новиков                                 | Нина Теплякова (3)                             |
| 1936    | Борис Новиков (2)                             | Нина Теплякова (4)                             |
| 1937    | Борис Новиков (3)                             | Нина Теплякова (5)                             |
| 1938    | Борис Новиков (4)                             | Нина Теплякова (6)                             |
| 1939    | Борис Новиков (5)                             | Нина Теплякова (7)                             |
| 1940    | Юзеф Гебда                                    | Галина Коровина                                |
| 1941/43 | не проводился                                 | не проводился                                  |
| 1944    | Николай Озеров                                | Галина Коровина (2)                            |
| 1945    | Николай Озеров (2)                            | Галина Коровина (3)                            |
| 1946    | Николай Озеров (3)                            | Ольга Калмыкова                                |
| 1947    | Эдуард Негребецкий (2)                        | Ольга Калмыкова (2)                            |
| 1948    | Борис Новиков (6)                             | Надежда Белоненко                              |
| 1949    | Эдуард Негребецкий (3)                        | Надежда Белоненко (2)                          |
| 1950    | Эдуард Негребецкий (4)                        | Надежда Белоненко (3)                          |
| 1951    | Николай Озеров (4)                            | Елизавета Чувырина                             |
| 1952    | Сергей Андреев                                | Елизавета Чувырина (2)                         |
| 1953    | Николай Озеров (5)                            | Елизавета Чувырина (3)                         |
| 1954    | Сергей Андреев (2)                            | Елизавета Чувырина (4)                         |
| 1955    | Сергей Андреев (3)                            | Лариса Преображенская                          |
| 1956    | Сергей Андреев (4)                            | Валерия Кузьменко                              |
| 1957    | Сергей Андреев (5)                            | Маргарита Емельянова                           |
| 1958    | Сергей Андреев (6)                            | Валерия Кузьменко (2)                          |
| 1959    | Михаил Мозер                                  | Анна Дмитриева                                 |
| 1960    | Михаил Мозер (2)                              | Валерия Кузьменко (3)                          |
| 1961    | Рудольф Сивохин                               | Анна Дмитриева (2)                             |
| 1962    | Андрей Потанин                                | Анна Дмитриева (3)                             |
| 1963    | Томас Лейус                                   | Анна Дмитриева (4)                             |
| 1964    | Томас Лейус (2)                               | Анна Дмитриева (5)                             |
| 1965    | Томас Лейус (3)                               | Тийу Сооме                                     |
| 1966    | Александр Метревели                           | Галина Бакшеева                                |
| 1967    | Александр Метревели (2)                       | Галина Бакшеева (2)                            |
| 1968    | Томас Лейус (4)                               | Тийу Киви-Пармас                               |
| 1969    | Александр Метревели (3)                       | Ольга Морозова                                 |
| 1970    | Александр Метревели (4)                       | Ольга Морозова (2)                             |
| 1971    | Александр Метревели (5)                       | Ольга Морозова (3)                             |
| 1972    | Александр Метревели (6)                       | Евгения Бирюкова                               |
| 1973    | Александр Метревели (7)                       | Марина Крошина                                 |
| 1974    | Александр Метревели (8)                       | Марина Крошина (2)                             |
| 1975    | Александр Метревели (9)                       | Марина Крошина (3)                             |
| 1976    | Александр Метревели (10)                      | Ольга Морозова (4)                             |
| 1977    | Владимир Коротков                             | Наталья Бородина                               |
| 1978    | Александр Метревели (11)                      | Наталья Чмырёва                                |
| 1979    | Александр Зверев                              | Марина Крошина (4)                             |
| 1980    | Александр Метревели (12)                      | Ольга Морозова (5)                             |
| 1981    | Александр Зверев (2)                          | Марина Крошина (5)                             |
| 1982    | Константин Пугаев                             | Людмила Макарова                               |
| 1983    | Сергей Леонюк                                 | Елена Елисеенко                                |
| 1984    | Александр Зверев (3)                          | Виктория Мильвидская                           |
| 1985    | Андрей Чесноков                               | Светлана Пархоменко                            |
| 1986    | Андрей Чесноков (2) Сергей Леонюк (зимний)    | Наталья Зверева Лейла Месхи (зимний)           |
| 1987    | Андрей Чесноков (3) Александр Зверев (зимний) | Наталья Зверева (2) Наталья Медведева (зимний) |
| 1988    | Андрей Черкасов Андрей Черкасов (зимний)      | Евгения Манюкова Наталья Зверева (зимний)      |
| 1989    | Андрей Черкасов (2) Андрей Чесноков (зимний)  | Лейла Месхи Елена Брюховец (зимний)            |
| 1990    | Дмитрий Поляков Владимир Габричидзе (зимний)  | Евгения Манюкова (2) Елена Макарова (зимний)   |
| 1991    | Дмитрий Паленов                               | Светлана Комлева                               |

## Победители чемпионатов СССР в мужском и женском парном и смешанном разряде
| Год     | Мужчины                                                                              | Женщины                                                                          | Микст                                 |
| ------- | ------------------------------------------------------------------------------------ | -------------------------------------------------------------------------------- | ------------------------------------- |
| 1924    | Евгений Кудрявцев/Бруно Шпигель                                                      | не проводился                                                                    | не проводился                         |
| 1925    | Евгений Кудрявцев/Василий Косяков                                                    | не проводился                                                                    | Елена Александрова/Евгений Тихонов    |
| 1926    | не проводился                                                                        | не проводился                                                                    | не проводился                         |
| 1927    | Всеволод Вербицкий/Николай Иванов                                                    | Елена Александрова/Нина Теплякова                                                | Зинаида Клочкова/Евгений Кудрявцев    |
| 1928    | Евгений Кудрявцев/Вячеслав Мультино                                                  | Ольга Фёдоровская/Валентина Шлупп                                                | Тамира Суходольская/Евгений Кудрявцев |
| 1929/31 | не проводился                                                                        | не проводился                                                                    | не проводился                         |
| 1932    | Евгений Кудрявцев/Вячеслав Мультино                                                  | Елена Александрова/Софья Мальцева                                                | Зинаида Клочкова/Вячеслав Мультино    |
| 1933    | не проводился                                                                        | не проводился                                                                    | не проводился                         |
| 1934    | Арчил Мдивани/Эдуард Негребецкий                                                     | Анастасия Сурначёва/Нина Теплякова                                               | Зинаида Клочкова/Вячеслав Мультино    |
| 1935    | Арчил Мдивани/Эдуард Негребецкий                                                     | Зинаида Клочкова/Эллен Тис                                                       | Мария Мейер/Евгений Кудрявцев         |
| 1936    | Арчил Мдивани/Эдуард Негребецкий                                                     | Зинаида Клочкова/Эллен Тис                                                       | Татьяна Налимова/Евгений Кудрявцев    |
| 1937    | Евгений Кудрявцев/Эдуард Негребецкий                                                 | Татьяна Налимова/Ксения Долголенко                                               | Татьяна Налимова/Евгений Кудрявцев    |
| 1938    | Евгений Кудрявцев/Эдуард Негребецкий                                                 | Зинаида Клочкова/Галина Коровина                                                 | Зинаида Клочкова/Эдуард Негребецкий   |
| 1939    | Евгений Кудрявцев/Эдуард Негребецкий                                                 | Татьяна Налимова/Эллен Тис                                                       | Татьяна Налимова/Эдуард Негребецкий   |
| 1940    | Евгений Кудрявцев/Эдуард Негребецкий                                                 | Зинаида Клочкова/Галина Коровина                                                 | Тамара Махмуд-Бек/Николай Озеров      |
| 1941/43 | не проводился                                                                        | не проводился                                                                    | не проводился                         |
| 1944    | Зденек Зикмунд/Николай Озеров                                                        | Галина Коровина/Татьяна Налимова                                                 | Зинаида Клочкова/Николай Озеров       |
| 1945    | Зденек Зикмунд/Николай Озеров                                                        | Галина Коровина/Татьяна Налимова                                                 | Татьяна Налимова/Оттомар Алас         |
| 1946    | Зденек Зикмунд/Николай Озеров                                                        | Галина Коровина/Татьяна Налимова                                                 | Татьяна Налимова/Оттомар Алас         |
| 1947    | Зденек Зикмунд/Николай Озеров                                                        | Галина Коровина/Татьяна Налимова                                                 | Татьяна Налимова/Эдуард Негребецкий   |
| 1948    | Зденек Зикмунд/Николай Озеров                                                        | Надежда Белоненко/Ольга Калмыкова                                                | Галина Коровина/Оттомар Алас          |
| 1949    | Зденек Зикмунд/Николай Озеров                                                        | Галина Коровина/Татьяна Налимова                                                 | Ольга Калмыкова/Николай Озеров        |
| 1950    | Эдуард Негребецкий/Николай Озеров                                                    | Галина Коровина/Татьяна Налимова                                                 | Татьяна Налимова/Эдуард Негребецкий   |
| 1951    | Эдуард Негребецкий/Николай Озеров                                                    | Галина Коровина/Татьяна Налимова                                                 | Татьяна Налимова/Эдуард Негребецкий   |
| 1952    | Эдуард Негребецкий/Николай Озеров                                                    | Галина Коровина/Татьяна Налимова                                                 | Татьяна Налимова/Эдуард Негребецкий   |
| 1953    | Михаил Корчагин/Николай Озеров                                                       | Галина Коровина/Татьяна Налимова                                                 | Елизавета Чувырина/Николай Озеров     |
| 1954    | Сергей Андреев/Семён Белиц-Гейман                                                    | Антонина Кузьмина/Елизавета Чувырина                                             | Клавдия Борисова/Сергей Андреев       |
| 1955    | Михаил Корчагин/Николай Озеров                                                       | Галина Коровина/Татьяна Налимова                                                 | Елизавета Чувырина/Николай Озеров     |
| 1956    | Сергей Андреев/Семён Белиц-Гейман                                                    | Лариса Преображенская/Вера Филиппова                                             | Лариса Преображенская/Сергей Андреев  |
| 1957    | Сергей Андреев/Николай Озеров                                                        | Лариса Преображенская/Вера Филиппова                                             | Ирина Литовченко-Новак/Николай Озеров |
| 1958    | Сергей Андреев/Николай Озеров                                                        | Анна Дмитриева/Елизавета Чувырина                                                | Валерия Кузьменко/Михаил Мозер        |
| 1959    | Сергей Лихачёв/Михаил Мозер                                                          | Анна Дмитриева/Ирина Ермолова                                                    | Анна Дмитриева/Сергей Лихачёв         |
| 1960    | Сергей Лихачёв/Михаил Мозер                                                          | Анна Дмитриева/Валерия Кузьменко                                                 | Валерия Кузьменко/Михаил Мозер        |
| 1961    | Сергей Лихачёв/Михаил Мозер                                                          | Анна Дмитриева/Ирина Ермолова                                                    | Анна Дмитриева/Сергей Лихачёв         |
| 1962    | Михаил Мозер/Рудольф Сивохин                                                         | Галина Бакшеева/Анна Дмитриева                                                   | Анна Дмитриева/Сергей Лихачёв         |
| 1963    | Томас Лейус/Сергей Лихачёв                                                           | Галина Бакшеева/Анна Дмитриева                                                   | Галина Бакшеева/Томас Лейус           |
| 1964    | Вячеслав Егоров/Владимир Коротков                                                    | Галина Бакшеева/Анна Дмитриева                                                   | Анна Дмитриева/Сергей Лихачёв         |
| 1965    | Томас Лейус/Сергей Лихачёв                                                           | Галина Бакшеева/Анна Дмитриева                                                   | Галина Бакшеева/Томас Лейус           |
| 1966    | Вячеслав Егоров/Владимир Коротков                                                    | Галина Бакшеева/Анна Дмитриева                                                   | Галина Бакшеева/Томас Лейус           |
| 1967    | Сергей Лихачёв/Александр Метревели                                                   | Галина Бакшеева/Анна Дмитриева                                                   | Ольга Морозова/Вячеслав Егоров        |
| 1968    | Сергей Лихачёв/Александр Метревели                                                   | Галина Бакшеева/Марина Чувырина                                                  | Галина Бакшеева/Томас Лейус           |
| 1969    | Анатолий Волков/Сергей Лихачёв                                                       | Ольга Морозова/Зайга Янсоне                                                      | Марина Чувырина/Теймураз Какулия      |
| 1970    | Сергей Лихачёв/Александр Метревели                                                   | Ольга Морозова/Зайга Янсоне                                                      | Ольга Морозова/Александр Метревели    |
| 1971    | Сергей Лихачёв/Александр Метревели                                                   | Ольга Морозова/Зайга Янсоне                                                      | Ольга Морозова/Александр Метревели    |
| 1972    | Теймураз Какулия/Александр Метревели                                                 | Ольга Морозова/Зайга Янсоне                                                      | Ольга Морозова/Александр Метревели    |
| 1973    | Теймураз Какулия/Александр Метревели                                                 | Ольга Морозова/Зайга Янсоне-Иванова                                              | Ольга Морозова/Александр Метревели    |
| 1974    | Теймураз Какулия/Александр Метревели                                                 | Евгения Бирюкова/Елена Гранатурова                                               | Евгения Бирюкова/Сергей Лихачёв       |
| 1975    | Теймураз Какулия/Александр Метревели                                                 | Марина Крошина/Ольга Морозова                                                    | Ольга Морозова/Александр Метревели    |
| 1976    | Теймураз Какулия/Александр Метревели                                                 | Ольга Морозова/Марина Чувырина                                                   | Ольга Морозова/Александр Метревели    |
| 1977    | Александр Богомолов/Александр Метревели                                              | Марина Крошина/Ольга Морозова                                                    | Евгения Бирюкова/Рамиз Ахмеров        |
| 1978    | Анатолий Волков/Константин Пугаев                                                    | Елена Елисеенко/Наталья Чмырёва                                                  | Е. Емец/Юрий Филёв                    |
| 1979    | Сергей Грузман/Александр Коляскин                                                    | Ольга Зайцева/Ольга Морозова                                                     | Наталья Бородина/Сергей Леонюк        |
| 1980    | Евгений Бобоедов/Александр Метревели                                                 | Ольга Зайцева/Ольга Морозова                                                     | Елена Елисеенко/Вадим Борисов         |
| 1981    | Александр Богомолов/Сергей Леонюк                                                    | Ольга Зайцева/Светлана Чернева                                                   | Елена Елисеенко/Вадим Борисов         |
| 1982    | Александр Богомолов/Сергей Леонюк                                                    | Юлия Кашеварова/Светлана Чернева                                                 | Наталья Чмырёва/Сергей Леонюк         |
| 1983    | Александр Зверев/Сергей Леонюк                                                       | Лариса Савченко/Светлана Чернева                                                 | Светлана Чернева/Константин Пугаев    |
| 1984    | Вадим Борисов/Константин Пугаев                                                      | Светлана Пархоменко-Чернева/Лариса Савченко                                      | Юлия Сальникова/Гиртс Дзелде          |
| 1985    | Александр Зверев/Сергей Леонюк                                                       | Светлана Пархоменко/Лариса Савченко                                              | Юлия Сальникова/Гиртс Дзелде          |
| 1986    | Александр Зверев/Сергей Леонюк Гиртс Дзелде/Андрей Ольховский (зимний)               | Светлана Пархоменко/Лариса Савченко Нина Авдеева/Елена Рыжикова (зимний)         | Лариса Савченко/Александр Долгополов  |
| 1987    | Владимир Габричидзе/Андрей Ольховский Владимир Габричидзе/Андрей Ольховский (зимний) | Светлана Пархоменко/Лариса Савченко Светлана Пархоменко/Лариса Савченко (зимний) | Наталья Зверева/Андрес Высанд         |
| 1988    | Владимир Габричидзе/Александр Зверев Владимир Габричидзе/Андрей Ольховский (зимний)  | Наталья Быкова/Елена Елисеенко Наталья Зверева/Лариса Савченко (зимний)          | не проводился                         |
| 1989    | Гиртс Дзелде/Андрей Черкасов Владимир Габричидзе/Андрей Черкасов (зимний)            | Лейла Месхи/Лариса Савченко Наталья Зверева/Лариса Савченко (зимний)             | Наталья Медведева/Дмитрий Поляков     |
| 1990    | Андрей Медведев/Андрей Рыбалко Артур Шиладжан/Саргис Саргсян                         | Светлана Комлева/Мария Чирикова Елена Брюховец/Елена Погорелова                  | не проводился                         |
| 1991    | Геннадий Авдеев/Тарас Бейко                                                          | Карине Кюрегян/Аида Халатян                                                      | Евгения Манюкова/Дмитрий Паленов      |